# 木樨科
木樨科（学名：Oleaceae），也作木犀科，是真雙子葉植物唇形目一科，木本，多为乔木或藤状灌木。共28属，400餘種。廣布於兩半球的熱帶和溫帶地區，亞洲地區種類尤多。木樨科植物包括很多經濟產物，如：桂花、紫丁香、茉莉、油橄欖等。

## 下级分类
- 素馨亚科 Jasminoideae Knobl.
- 木犀亚科 Oleoideae

## 形态
本科植物的叶对生，很少互生或轮生，有单叶、三出复叶或羽状复叶，无托叶。
花辐射对称，两性或很少单性异株或杂性，为顶生或腋生的圆锥花序、聚伞花序或丛生花序，很少单生，花萼通常4裂，花冠合瓣，管长或短，4－9裂，有时缺，雄蕊2枚，有时3－5枚，下位或着生于花冠内面，子房上位，2室，每室有胚珠1－3枚。
果实为浆果、蒴果、核果。大约有30属600余种，广泛分布在全球各地，其中中國大陸有12屬、178種，而臺灣有包括流蘇樹屬、梣屬、素英屬、女貞屬、木犀屬等5屬、26種。

## 外部連結
- 木犀科 Oleaceae （页面存档备份，存于） 藥用植物圖像數據庫 (香港浸會大學中醫藥學院) （中文）（英文）